# Üstün Bilgi
Üstün Bilgi (* 30. Mai 1988 in Bursa) ist ein türkischer Fußballspieler.

## Karriere

### Vereinskarriere
Bilgi begann mit dem Vereinsfußball in der Jugendabteilung von Bursa Merinosspor und wechselte 2003 in der Jugend von Bursaspor. 2007 erhielt er einen Profivertrag und wurde sofort an den Drittligisten Bursa Merinosspor ausgeliehen. Die nachfolgenden drei Spielzeiten verbrachte er als Leihspieler der Reihe nach bei Mustafakemalpaşaspor, Oyak Renault SK und İskenderun Demir Çelikspor.
Zur Rückrunde der Spielzeit 2010/11 wechselte er samt Ablöse zu Oyak Renault SK. Bereits zum Saisonende verließ er diesen Verein und heuerte beim Drittligisten Kızılcahamamspor an. Bei diesem Verein gelang ihm der Durchbruch. Bilgi wurde am Ende der Spielzeit 2011/12 mit 24 Treffern Torschützenkönig der TFF 2. Lig. 
Aufgrund dieses Erfolges wurden viele Vereine der TFF 1. Lig und Süper Lig auf ihn aufmerksam. Schließlich wechselte Bilgi zur Saison 2012/13 zum Zweitligisten Kayseri Erciyesspor. Zur Winterpause 2012/2013 wurde er von Denizlispor bis zum Saisonende von Kayseri Erciyesspor ausgeliehen. Für die Saison 2014/15 wurde er an den Drittligisten Kocaeli Birlikspor ausgeliehen.
Nachdem Erciyesspor zum Sommer 2016 den Klassenerhalt der TFF 1. Lig verfehlte, wechselte Bilgi zum Zweitligisten Altınordu Izmir. Zur Rückrunde der Saison 2016/17 wechselte er gemeinsam mit seinem Teamkollegen Sertaç Çam zum Ligarivalen Bandırmaspor.

## Auszeichnungen
- Torschützenkönig der TFF 2. Lig: 2011/12